# Cathédrale de Massa Marittima
La cathédrale de Massa Marittima ou cathédrale Saint-Cerbone (en italien : cattedrale di San Cerbone) est une église catholique romaine de Massa Marittima, en Italie. Il s'agit de la cathédrale du diocèse de Massa Marittima-Piombino. Le pape Paul VI l'a élevé à la dignité de basilique mineure en juillet 1975. 
La cathédrale a été construite à partir du XIe siècle dans le style roman et sa construction s'est poursuivie tout au long des XIIe et XIIIe siècles. À la fin de ce dernier siècle, Giovanni Pisano modifia le troisième ordre de la façade (celui du haut) et prolongea l'abside dans sa forme actuelle. Au XVe siècle, le toit en bois de la nef a été modifié avec les croix encore existantes, tandis que celles des nefs latérales ont été ajoutées au XVIIe siècle. 

## Architecture

### Extérieur

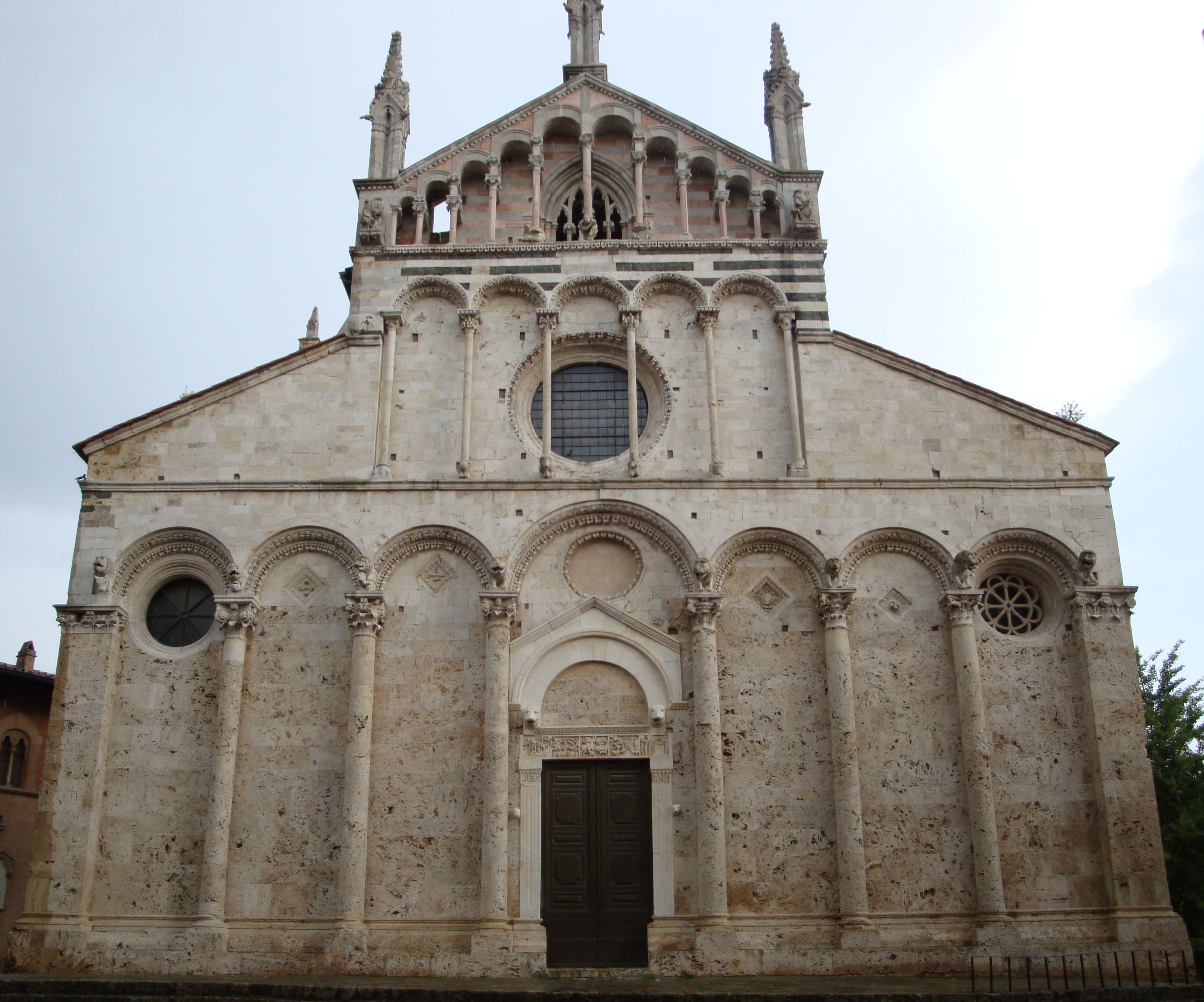
La façade.

La façade de l'église révèle les composantes culturelles qui se sont imposées à Massa Marittima tout au long de son histoire : la partie inférieure renvoie à l'influence romane pisane, tandis que la grande fenêtre ogivale à meneaux et les trois flèches témoignent plutôt d'une influence siennoise.
le portail central présente une plate-bande flanquée de deux protomés léonins, dont les cinq panneaux représentent la vie de saint Cerbone (en) (ou Cerbonius, début du XIIIe siècle). 
Le clocher conserve son caractère original dans sa partie inférieure, jusqu'à la fenêtre à triple lancette, tandis que la partie supérieure a été reconstruite sous une forme très différente dans les années 1929-1930. La forme polygonale de la tour-lanterne est d'inspiration XVe siècle.

### Intérieur

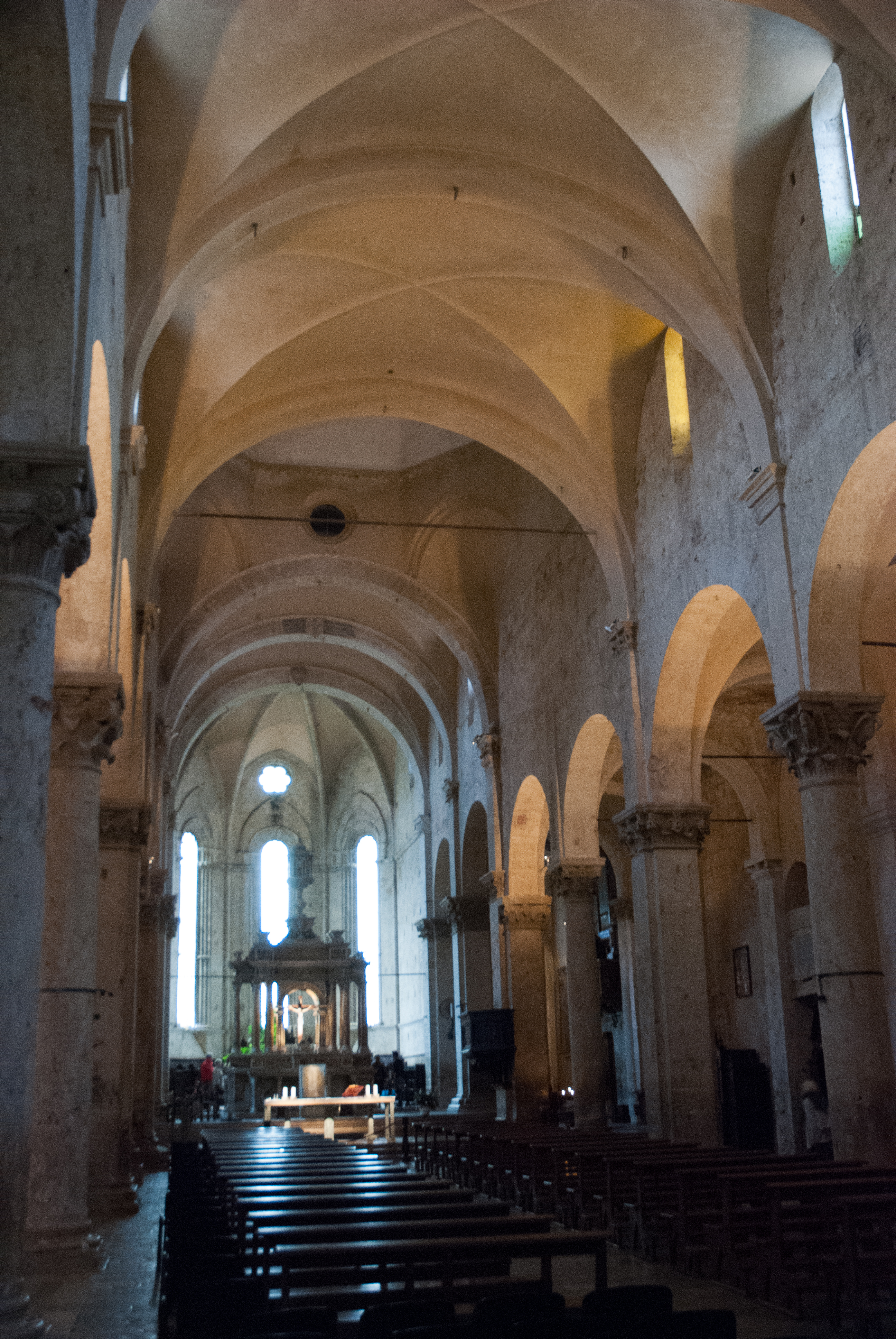
La nef.

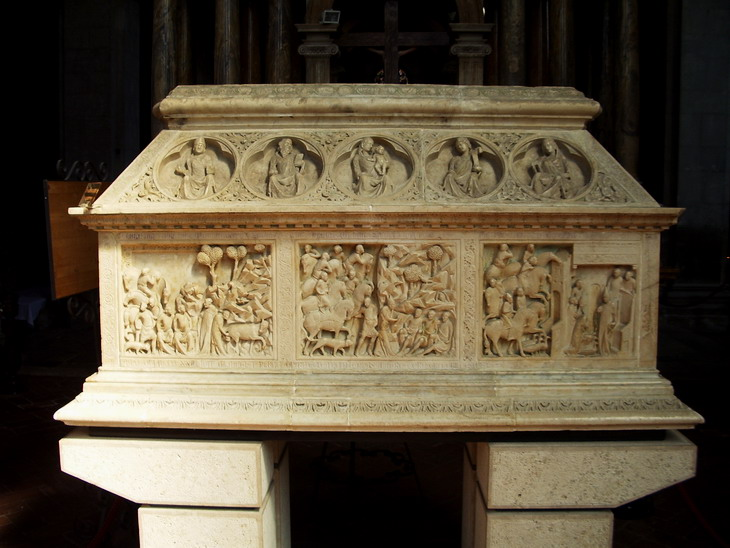
Le sarcophage de saint Cerbone.

L'intérieur présente un plan basilical à trois nefs, avec des colonnes cylindriques et des piliers cruciformes se terminant par des chapiteaux composites complexes. Les voûtes d'arêtes de la nef datent de la seconde moitié du XVe siècle, tandis que celles des côtés sont du XVIIe siècle. L'abside, avec ses grandes fenêtres ogivales, présente des caractéristiques siennoises et résulte d'un agrandissement de l'église préexistante qui pourrait être attribué à Giovanni Pisano, tout comme les trois figures du troisième ordre de la façade, mentionnées plus haut, qui lui sont attribuées. À gauche de la porte d'entrée, sous un triptyque de fresques du XIVe siècle représentant la Vierge trônant avec l'Enfant et les saints, se trouve un sarcophage romain du IIIe siècle. Sur la droite de la contre-façade se trouve une série de panneaux sculptés en pierre tendre, datant selon certains du début du Moyen Âge, selon d'autres du XIIe – XIIIe siècle. Au-dessus des panneaux se trouvent deux fresques représentant la Crucifixion (XIVe siècle) et une histoire de saint Julien l'Hospitalier (XVe siècle). 
Le maître-autel, en marbre (1626), possède un crucifix en bois polychrome de Giovanni Pisano (début du XIVe siècle). Au pied de l'autel se trouvent deux anges en bois du XVe siècle, réalisés par Domenico di Niccolò. Derrière l'autel se trouve l'Arche de Saint Cerbonius, créée en 1342, avec des reliefs représentant des histoires du saint.